# Talmage (Nebraska)
Pour les articles homonymes, voir Talmage.
Le village américain de Talmage est situé dans le comté d'Otoe, dans l’État du Nebraska. Sa population s’élevait à 233 habitants lors du recensement de 2010.